# Lebensrisiko
Lebensrisiko oder allgemeines Lebensrisiko ist ein unbestimmter Rechtsbegriff, der alle Gefahren beschreibt, die zu rechtlich relevanten Nachteilen für Menschen führen können und nicht durch gesetzliche oder vertragliche Haftungsnormen geschützt werden können. Der Begriff wird auch in der sozialpolitischen Diskussion verwendet.

## Allgemeines
Der Mensch ist im gesellschaftlichen Zusammenwirken, aber auch bei Einwirkungen von Umwelt und Natur, einer Vielzahl von Risiken ausgesetzt, denen er sich selbst bei größten eigenen und fremden Anstrengungen nicht vollständig entziehen kann. Diese Gefahren können und sollen nicht durch das allgemeine Haftungsrecht auf andere überwälzt werden, so dass hieraus resultierende Schäden vom Einzelnen zu verantworten und zu tragen sind. Ein großer Teil dieser Schadensrisiken ist noch nicht einmal versicherbar, lediglich ein geringer Teil hiervon wird durch (Sozial-)Versicherungssysteme abgedeckt, wodurch die sozialpolitische Komponente des Lebensrisikos in den Vordergrund rückt. Schutz vor Schäden aus dem Lebensrisiko sind ein Teil der Selbstvorsorge.
Vom Grundsatz her ist die individuelle Schädigung in bestimmten Fällen auszugleichen; das wird von entsprechenden Haftungsnormen sichergestellt. Das allgemeine Lebensrisiko indes weist die Haftung anderer Personen zurück und überlässt sie dem Geschädigten. Beim Lebensrisiko liegt zwar ein haftungsbegründendes Handeln des Schädigers vor, seine Schadenshaftung wird jedoch verneint. Das allgemeine Lebensrisiko ist somit ausnahmsweise ein Rechtsgebiet, bei dem jemand haftungsverursachend handelt, aber dennoch nicht dafür einstehen muss.

## Entstehung
Der Bundesgerichtshof hat erstmals in seinem Urteil vom 22. April 1958 das allgemeine Lebensrisiko behandelt, ohne jedoch den Begriff zu erwähnen. Hierin ging es um die Gefahr, in ein Strafverfahren hineingezogen zu werden. Der Unfallgeschädigte wurde schuldlos in einen Verkehrsunfall verwickelt und wollte seine Anwaltskosten vom Schädiger wegen unerlaubter Handlung zurückverlangen (§ 823 Abs. 1 BGB). Dieses jedermann treffende Risiko, in ein Strafverfahren verwickelt zu werden und deshalb Kosten für die Verteidigung aufbringen zu müssen, gehöre dem BGH zufolge nicht zu den Gefahren, die dieses Schutzgesetz abwenden will.
In die rechtswissenschaftliche Literatur wurde der Begriff des allgemeinen Lebensrisikos ersichtlich von Hermann Lange erst im Jahre 1960 in einem Gutachten für den 43. Deutschen Juristentag eingeführt. Matthias Mädrich hat das allgemeine Lebensrisiko schließlich dogmatisch erfasst, Erwin Deutsch hat den Sachstand zum Thema im Zusammenhang mit dem Risikobegriff untersucht. Diesen rechtswissenschaftlichen Werken zum allgemeinen Lebensrisiko ist gemeinsam, dass weite Bereiche des Alltags erfasst werden, in denen der Zufall eine Rolle spielt.

## Kasuistik der Lebensrisiken
Zum Kernbereich des Lebensrisikos gehören die Teilnahme am allgemeinen Verkehr, Schädigungen durch Umweltbelastungen und Gegebenheiten der Natur, das Auftreten von Mängeln in der Privatsphäre, aber auch die Verwicklung in rechtsstaatliche Verfahren. Diese Verfahren sind sozialadäquat, also praktisch unvermeidlich und zumutbar. In einer Vielzahl von weiteren Entscheidungen haben der BGH und unterinstanzliche Gerichte auch andere Lebenssituationen wie etwa die Gefahr, mit unberechtigten Ansprüchen konfrontiert zu werden, zu den allgemeinen Lebensrisiken gerechnet.
Beispielhafte Urteile: Die Unsicherheiten der Natur spielten eine Rolle, als ein Polizist einen Straftäter verfolgt, dabei auf feuchtem Rasen ausrutscht und sich einen Muskelriss zuzieht. Hierin sah der BGH keine Kausalität und ordnete den Fall als allgemeines Lebensrisiko ein. Lösen Tiere bei Menschen panisches Verhalten aus, so fallen daraus resultierende Schäden ebenfalls in den Bereich des Lebensrisikos. Das Oberlandesgericht Karlsruhe wies die schockbedingten Sturzverletzungen einer Frau durch den plötzlichen Anblick einer großen Spinne dem allgemeinen Lebensrisiko zu. Das Landgericht Aachen geht davon aus, dass „im Frühjahr und Sommer die Gefahr von Bienen- oder Wespenstichen allgegenwärtig ist“ und deshalb zum allgemeinen Lebensrisiko gehört. Verletzt sich jemand durch Sturz in einer Hoteldusche, so trägt er den Schaden im Rahmen des Lebensrisikos selbst; allgemein sei schließlich bekannt, dass Duschräume, die mehreren Personen zugänglich seien, erhöhte Rutschgefahren aufwiesen. Fällt ein älterer Mensch nachts im Krankenhaus aus dem Bett und verletzt sich dabei, haftet der Krankenhausträger nur dann, wenn das Pflegepersonal seine Aufsichtspflichten verletzt hat; wurden die Aufsichtspflichten nicht verletzt und fällt dennoch jemand aus dem Bett, liegt ein allgemeines Lebensrisiko vor. Die Eltern und deren sozio-ökonomische Verhältnisse gehören grundsätzlich zum Schicksal und Lebensrisiko eines Kindes.

## Arten
Nach Mädrich sind zwei allgemeine Fallgruppen zu systematisieren:
- Gefährdungen, die als solche eine bestimmte gerade vom haftungsbegründenden Ereignis veranlasste Verhaltensweise des Geschädigten einschließen und
- die Möglichkeit, rechtlich relevante Nachteile zu erleiden, die allgemein im Leben von jedermann in den jeweiligen Sozialisations- und Zivilisationsformen auftreten können.

Umstritten ist, ob das allgemeine Lebensrisiko ein negatives Zurechnungsmoment darstellt oder ein Bestandteil der Theorie vom Schutzbereich der Norm ist. Fehlt es am Schutzbereich haftungsbegründender Normen, ist Raum für das allgemeine Lebensrisiko, das im menschlichen Zusammenleben eine grundlegende Risikozumessung zur Folge hat. Der aus einem Lebensrisiko entstandene Schaden kann folglich nie in den Schutzbereich irgendeiner Haftungsnorm fallen.

### Reiserecht
Wichtiges Anwendungsgebiet ist das Reiserecht. Hier soll das allgemeine Lebensrisiko die Haftung des Reiseveranstalters ausschließen. Drei Hauptfälle können unterschieden werden:
- Reiseunfälle, die der privaten Risikosphäre des Reisenden zuzurechnen sind, unterliegen dem allgemeinen Lebensrisiko. Der Reiseveranstalter haftet dementsprechend nur dann bei Reiseunfällen, wenn diesen ein eigenes Organisationsverschulden trifft.[17]
- Wetter oder Witterungsbedingungen lösen keine Haftung des Reiseveranstalters aus. Sie gehören als unplanbare Naturentwicklungen zu den Lebensrisiken.
- Der Reiseveranstalter haftet ebenso nicht bei Diebstahl und Überfällen, allerdings weist der BGH bei Vorliegen erheblicher Gefahren für den Reisenden auf die Informationspflicht des Veranstalters hin.

Für Schäden, die aufgrund des allgemeinen Lebensrisikos während einer Urlaubsreise eintreten, wird deshalb auch selbst dann nicht gehaftet, wenn sie im Zusammenhang mit einem haftungsbegründenden Ereignis eintreten.
Verwirklicht sich die Unfallgefahr, indem sich auf einem unbekannten Weg durch die Dunkelheit ein Sturz auf einem Wiesengelände ereignet, gehört dies zum privaten Unfall- und Verletzungsrisiko des Reisenden und stellt ein natürliches Lebensrisiko dar, das Fälle umfasst, mit deren Auftreten auch im privaten Alltag gerechnet werden muss und die nicht reisespezifisch sind. Die Grenzen im Rahmen der Witterungsbedingungen liegen für das Lebensrisiko dort, wo bei einem Hurrikan schon eine Eintreffwahrscheinlichkeit von 1:4 eine erhöhte Gefährdung der Reisenden darstellt und deshalb nicht mehr unter das allgemeine Lebensrisiko fällt – jedenfalls wenn sie sich bereits zu einer Vorwarnung konkretisiert habe. Ein Kündigungsrecht der Reisenden und dementsprechend eine Hinweispflicht des Veranstalters bestehe deshalb schon dann, wenn mit dem Eintritt des schädigenden Ereignisses mit „erheblicher, und nicht erst mit überwiegender Wahrscheinlichkeit“ zu rechnen sei. Kriminelle Handlungen im Urlaubsgebiet stellen grundsätzlich keinen Reisemangel dar, sondern gehören zum allgemeinen Lebensrisiko jedes Reisenden. Dementsprechend müssen bestohlene Urlauber die wirtschaftlichen Folgen eines Diebstahls selbst tragen. Reisende, die in ihrem Urlaubshotel von Räubern überfallen werden, haben in der Regel keinen Anspruch auf Schadensersatz und Schmerzensgeld gegen den Reiseveranstalter, wenn das Hotel dem allgemeinen Sicherheitsstandard entspricht.

### Sozialversicherung
Im Sozialstaat soll die Gesamtheit staatlicher Einrichtungen, Steuerungsmaßnahmen und Normen dazu eingesetzt werden, um das Ziel zu erreichen, Lebensrisiken und negative soziale Folgewirkungen abzufedern. Grund für das Haftungsrecht im Rahmen der Sozialversicherung ist der Rechtsgrundsatz des „casum sentit dominus“, wonach jeder sein allgemeines Lebensrisiko selbst zu tragen hat. Für die gesetzliche Anordnung einer Pflichtversicherung ist Voraussetzung, dass es den potenziell Geschädigten nicht auf zumutbare Weise möglich ist, sich der drohenden Gefahr zu entziehen und sie zudem als besonders schutzbedürftig und -würdig einzustufen sind. Mit einer Pflichtversicherung wird letztlich eine Staatshaftung vermieden; dabei ist zwingend der Bedarf zu versichern, den das allgemeine Lebensrisiko letztlich hervorruft. Die Pflichtversicherung ist dann dort gesetzlich anzuordnen, wo
- eine Gefahr besteht, die das allgemeine Lebensrisiko erheblich übersteigt,
- bei einem erheblichen Teil der Schadensfälle die Gefahr besteht, dass der Haftpflichtige wirtschaftlich nicht in der Lage ist, die Schäden ohne Versicherung zu tragen,
- der Kreis der möglichen Geschädigten wegen seiner sozialen Schutzbedürftigkeit gesetzliche Schutzmaßnahmen rechtfertigt.

Die Abdeckung eines Teils der der Selbstvorsorge unterliegenden Lebensrisiken wird deshalb durch bestimmte Pflichtversicherungen gewährleistet. Zu den elementarsten sozialen Lebensrisiken gehören Krankheit, Unfälle und Altersvorsorge. Deshalb gibt es entsprechende Pflicht-Eigenversicherungen (Sozialversicherung: gesetzliche Krankenversicherung, Unfallversicherungen, Pflegeversicherungen und Altersvorsorge). Der Versicherungszwang der Sozialversicherung legt nicht nur fest, welche Lebensrisiken in welcher Form abgesichert werden müssen, sondern auch bei wem die Versicherung erfolgen muss. Im Unfallversicherungsrecht wird auf diese Weise insbesondere die Absicherung von allgemeinen Lebensrisiken erreicht, die keinem anderen Versicherungsschutz unterstehen würden.
Das Risiko der Pflegebedürftigkeit wurde aufgrund des Alterungsprozesses der Bevölkerung von einem Einzelschicksal zu einem allgemeinen Lebensrisiko, welches aufgrund der veränderten familiären Strukturen anders als früher im Regelfall nicht mehr in der Familie bewältigt werden kann. Die öffentliche Diskussion über eine bessere soziale Absicherung bei Pflegebedürftigkeit begann 1974 mit einem Gutachten des Kuratoriums Deutsche Altershilfe über die stationäre Behandlung von Krankheiten im Alter, dem 1976 die ersten Vorschläge des Deutschen Vereins für öffentliche und private Fürsorge sowie ein Vorschlag der Arbeiterwohlfahrt folgten.
Die Gefahr, dass ein Geschädigter einen Schadensersatzanspruch gegen eine andere Person hat, deren Vermögen jedoch zum Ausgleich des Schadens nicht ausreicht, stellt ihrerseits ein Lebensrisiko des Geschädigten dar.

## Abgrenzung zur höheren Gewalt
Die Abgrenzung zur höheren Gewalt fällt manchmal schwer. Im Reiserecht kann die Abgrenzung anschaulich verdeutlicht werden. Beginnt kurz nach Reisebuchung oder gar während der Reise ein Bürgerkrieg im Reisegebiet (Sri Lanka;), so liegt ein Fall der höheren Gewalt vor, weil er als nicht vorhersehbares Ereignis einzustufen ist. Für höhere Gewalt gibt es Schadensteilung, denn kündigungsbedingte Mehrkosten sind jeweils zur Hälfte vom Reisenden und Reiseveranstalter zu tragen (§ 651j BGB), sodass der Veranstalter eine positive Haftungsbegrenzung erfährt. Dauert der Bürgerkrieg jedoch bereits seit geraumer Zeit an, kann nicht mehr von einem unvorhersehbaren Ereignis gesprochen werden, so dass sich der Reiseveranstalter durch eindeutige Informationen vor Gewährleistungsansprüchen schützen kann. Reist jemand in Kenntnis des Krieges in derartige Zielgebiete, verwirklicht er ein allgemeines Lebensrisiko und trägt die möglicherweise auftretenden Schäden selbst.